# Wirtschaft Rumäniens
Die Wirtschaft Rumäniens erzielte 2021 nach Schätzungen des Internationalen Währungsfonds ein nominales Bruttoinlandsprodukt (BIP) von 284,1 Mrd. US-Dollar, was rund 14.795 US-Dollar bzw. 12.500 Euro pro Kopf entspricht. Die Weltbank klassifiziert Rumänien als ein Land mit oberem Einkommensniveau. Seit der wirtschaftlichen Öffnung des Landes gehört Rumänien zu den am schnellsten wachsenden Volkswirtschaften in Europa. Zwischen 1990 und 2021 stieg das kaufkraftbereinigte Bruttoinlandsprodukt pro Kopf um 364 %.
Im Global Competitiveness Index, der die Wettbewerbsfähigkeit eines Landes misst, belegte Rumänien 2019 Platz 51 von 141 Ländern. Im Index für wirtschaftliche Freiheit belegte das Land 2018 Platz 37 von 180 Ländern.

## Wirtschaftsstruktur
In den traditionell dominierenden Industriezweigen Maschinenbau, Metallurgie, Chemie, Ölindustrie und Petrochemie vollzieht sich seit einigen Jahren ein Strukturwandel. Rumäniens Industrie befindet sich inzwischen eindeutig auf dem Weg zu technisch anspruchsvolleren Produkten. Der hinsichtlich der Zahl der Beschäftigten (350.000) bedeutendste Sektor der Textil- und Bekleidungsindustrie, der rund ein Viertel der rumänischen Exporte generiert, ist angesichts zunehmender Konkurrenz auf den internationalen Märkten (China, Indien, Vietnam) dabei, sich aus dem Billiglohnsegment zu lösen und in anspruchsvollere Textilsektoren vorzudringen. Im Bereich des Maschinenbaus sind die Bereiche Ausrüstungen und Anlagen, Schiffbau und Kraftfahrzeuge wettbewerbsfähig und zukunftsträchtig. Vor allem die Kfz- und Kfz-Zulieferindustrie gilt inzwischen als Schwerpunkt für die Entwicklung der modernen Industrielandschaft. Besonders erfolgreich entwickelt sich aufgrund der Verfügbarkeit hochqualifizierter rumänischer Fachkräfte der Bereich IT-Technologien und Software. Einen regelrechten Boom verzeichneten vor allem in den Jahren 2006–2008 Bau- und Baustoffindustrie, deren Wachstumsraten weit über dem allgemeinen Wirtschaftswachstum lagen – eine Entwicklung, die sich durch den zunehmenden Wohlstand der breiten Bevölkerung trotz insgesamt sinkender Bevölkerung erklärt. Zunehmend wächst die Bedeutung Rumäniens als Standort für Kfz-Zulieferer. Besonders dynamisch dürften sich insbesondere die Bereiche Umweltsektor (Beseitigung von Altlasten), Technologiesektor, vor allem die IT-Branche, Telekommunikation und der Energiebereich entwickeln.

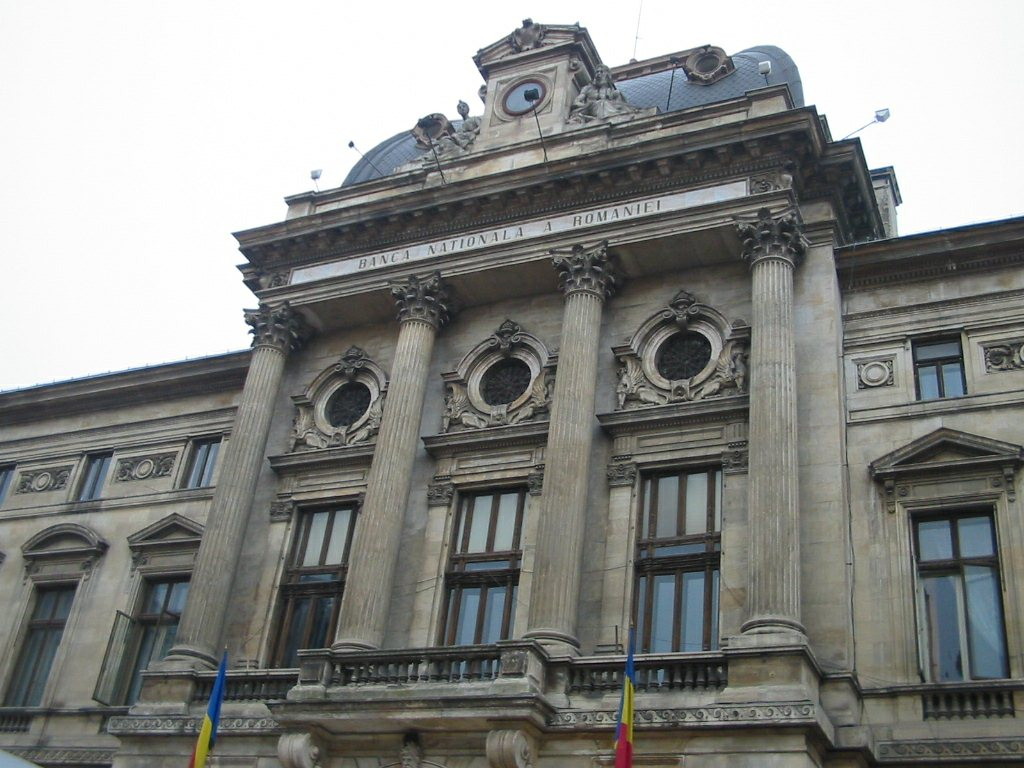
Rumänische Nationalbank in Bukarest (Banca Națională a României)

Die größten Anteile am Export halten Industriegüter wie Textilien, Leder, Holz, landwirtschaftliche Produkte, Düngemittel, mechanische und elektrotechnische Geräte sowie Maschinen. In der Landwirtschaft werden unter anderem Sonnenblumen, Weizen, Flachs, Sojabohnen, Reis, Wein (siehe: Weinbau in Rumänien) sowie Obst angebaut.
Der Störfang an der Schwarzmeerküste dient der Produktion von Kaviar.
Rumänien ist reich an Bodenschätzen. Neben Erdöl – dessen Verarbeitung einer der wichtigsten Industriezweige ist – besitzt es Erdgas, Steinkohle, Eisenerze, Bauxit, Gold, Silber und Uran. Die wichtigste Wasserstraße Rumäniens ist die Donau, mit den Häfen Brăila, Galați und Giurgiu. Constanța ist der bedeutendste Seehafen Rumäniens.

### Tourismus
Der Tourismus spielt in Rumänien eine große Rolle. 2015 erwirtschaftete der Tourismus 8,3 Milliarden Dollar, 3,4 % mehr als 2014. Die Zahl der Gäste betrug 17,6 Millionen (davon 9,3 Mio. aus dem Ausland), was einem Zuwachs von 15,5 % entsprach. Die Zahl der Touristen hat sich damit seit Beginn des 21. Jahrhunderts kontinuierlich gesteigert. Die meisten ausländischen Touristen kamen 2015 aus Moldawien, Ungarn, Bulgarien, der Ukraine und Deutschland.
Für Herbst 2004 war der Baustart für das erste von zwei touristischen Großprojekten geplant. Nach einem Fossilienfund entstand im Kreis Hunedoara ein Dinosaurierpark. Der Baubeginn des zweiten Großprojekts – des Themenparkes Dracula-Park bei Sighișoara (Schäßburg) – wurde von einer Bürgerinitiative verhindert und sollte dann in der Nähe von Bukarest entstehen. Das Projekt scheiterte jedoch, weil die Regierung keine Investoren für das Projekt fand.

### Verkehr
Rumänien ist ein wichtiges Transitland zwischen Mitteleuropa und Osteuropa. In Rumänien besteht seit Januar 2005 eine Vignettenpflicht für PKW und LKW auf allen Straßen. Die Vignetten (Rovinietă) sind online, an den Grenzübergängen und an vielen Tankstellen erhältlich.
Auch einige Donaubrücken sind mautpflichtig.

### Industrie

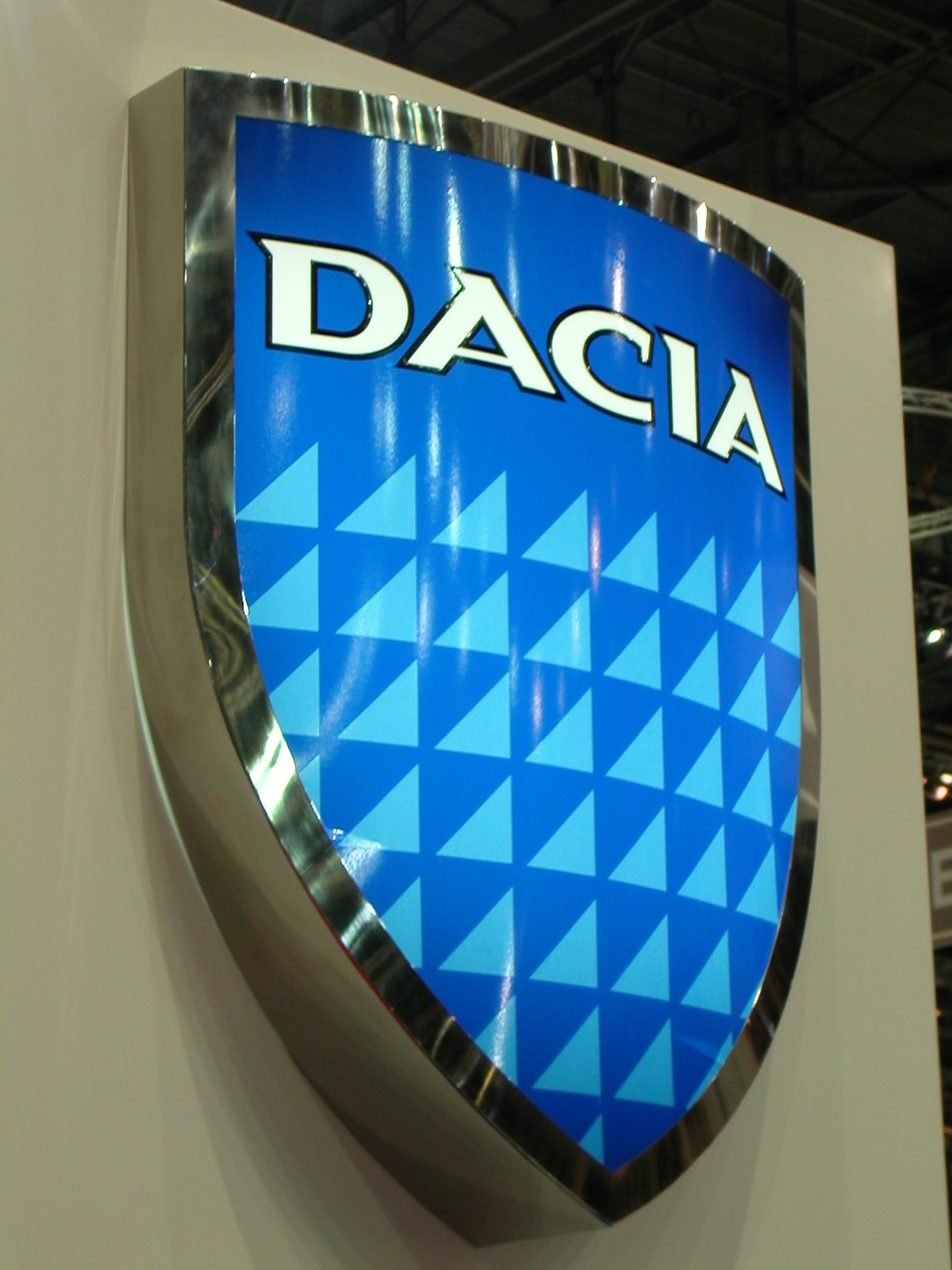
Ehemaliges Logo von Dacia

Die Industrie und auch die meisten Dienstleistungsfirmen konzentrieren sich vor allem im Großraum Bukarest. Die Industrie des Landes trug 2014 mit etwa 33,2 % zum BIP bei und beschäftigte ungefähr 28,9 % aller Arbeitnehmer, während der Dienstleistungssektor mit 64,4 % den größten Anteil zum BIP beitrug und mit 42,8 % die meisten Arbeitnehmer beschäftigte.
Die gemessen an ihrem Umsatz wichtigsten Zweige des produzierenden Gewerbes in Rumänien sind die Lebensmittel- und die Metall-verarbeitende Industrie sowie das Druck- und Verlagswesen, der Maschinenbau und die Produktion von Elektronikartikeln und Maschinen (vor allem Dieselmotoren für Schiffe und Lokomotiven). Von Bedeutung sind weiterhin die Eisenindustrie, der Schiffbau, das Brauwesen, die Textil- und Bekleidungsindustrie, die Produktion von Zement sowie die Herstellung von chemischen Erzeugnissen und Arzneimitteln. Darüber hinaus werden Keramikgegenstände, Porzellan, Öfen, Fahrräder und Papier hergestellt. Die Wirtschaftsentwicklung ist stark vom Export und damit von der Weltkonjunktur abhängig. Dominierender Sektor war die Leichtindustrie, man exportierte Haushaltsgeräte, Spielzeug, Elektronikartikel und Textilien.

### Börse
Unternehmen wenden sich an Kapitalmärkte, um Gelder zu beschaffen, die der Finanzierung von Fabrik- und Bürogebäuden usw., der Durchführung von Forschung und Entwicklung sowie einer Vielzahl anderer wichtiger Aktivitäten dienen sollen. Ein großer Teil des Geldes kommt von wichtigen Institutionen wie den Rentenversicherungen, Versicherungsgesellschaften, Banken, Stiftungen, Hochschulen und Universitäten. Zunehmend kommt es auch von Einzelpersonen. Heute sind circa 52 Prozent der Haushalte in Besitz von Aktien, während es 1989 nur 32 Prozent waren.
Die Börse und andere Kapitalmärkte verdanken ihren Erfolg einerseits v. a. der IT-Industrie (Neuer Markt), sind aber auch von Tradition und Vertrauen abhängig. Es gibt Tausende von Aktien, aber die Wertpapiere der größten, bekanntesten und am meisten gehandelten Unternehmen werden generell an der Bukarester Börse (BVB) notiert. Die meisten der gehandelten Aktien und Wertpapiere werden am Romanian Association of Securities Dealers Automated Quotation System (Rasdaq) gehandelt, einem elektronischen Kommunikationsnetz der Aktien- und Wertpapierhändler, das 2005 von der BVB übernommen wurde. Auch die Derivatebörse SIBEX ist nach einer Übernahme mittlerweile unter dem Dach der BVB. Ein unvorhergesehener Aufschwung am Aktienmarkt verbunden mit einfacherer Anlage in Aktien führte in den 1990er Jahren zu einer drastischen Zunahme der öffentlichen Beteiligung an den Wertpapiermärkten. Das jährliche Handelsvolumen an der Bukarester Börse schnellte von 40 Millionen Aktien 1990 auf 900 Millionen Aktien 1998 empor.

## Wirtschaftsdaten

### Mitgliedschaft in Wirtschaftszusammenschlüssen
- Freihandelsabkommen mit der EFTA (Unterzeichnung 10. Dezember 1992)*
- Assoziierungsabkommen mit der EU (In Kraft getreten am 1. Februar 1995; EU-Mitgliedschaft seit 1. Januar 2007)
- Bosporuskommuniqué zur wirtschaftlichen Zusammenarbeit von elf Anrainerstaaten des Schwarzen Meeres (Unterzeichnung 25. Juni 1992)
- Black Sea Bank for Trade and Development  (seit Dezember 1994)
- Mitglied von WTO (Welthandelsorganisation), Weltbank, IWF (Internationaler Währungsfonds)
- Protokoll der 16 (internationales System von Zollpräferenzen zwischen derzeit 13 Staaten)
- Beobachterstatus im Landwirtschaftsausschuss der Organisation für wirtschaftliche Zusammenarbeit und Entwicklung OECD (seit 28. Juni 2001)
- Handelsabkommen ist außer Kraft gesetzt worden durch Assoziierungsabkommen mit der EU, dieses gilt trotz Beitrittsvertrag fort

### Kennzahlen
- Bruttoinlandsprodukt (BIP) (2022): 285.884 Mrd. € (1)
- Bruttoinlandsprodukt pro Kopf (2022): 15.010 € (1)
- Wirtschaftswachstum (2021): 5,9 % (2)
- Monatliches Bruttoeinkommen (Dezember  2023): 1670 € (2)
- Monatliches Nettoeinkommen (Dezember 2023): 1022 €
- Import (2018): 82,86 Mio. € (1)
- Export (2018): 67,73 Mio. € (1)
- Inflationsrate (2018): 4,7 % (2)
- Arbeitslosenquote (2018): 3,9 % (1)
- Beschäftigungsverteilung (2006) (2)
  - Industrie: 32,8 %
  - Land-/Forstwirtschaft: 7,3 %
  - Dienstleistungen: 60 %
  - Selbstständigenrate: 8,8 %

Die wichtigen Wirtschaftskennzahlen Bruttoinlandsprodukt, Inflation, Haushaltssaldo und Außenhandel entwickelten sich in den letzten Jahren folgendermaßen:
| Jahr                                   | 2005 | 2006 | 2007 | 2008 | 2009 | 2010 | 2011 | 2012 | 2013 | 2014 | 2015 | 2016 | 2017 | 2018 |
| Veränderung in % gegenüber dem Vorjahr | 4,2  | 7,9  | 6,3  | 7,3  | −6,6 | −1,6 | 2,5  | 1,1  | 3,5  | 3,1  | 4,0  | 4,8  | 7,0  | 4,1  |
| Quelle:                                |      |      |      |      |      |      |      |      |      |      |      |      |      |      |

| Entwicklung des BIP (PPP) absolut (in Mrd. US$) | Entwicklung des BIP (PPP) absolut (in Mrd. US$) | Entwicklung des BIP (PPP) absolut (in Mrd. US$) | Entwicklung des BIP (PPP) absolut (in Mrd. US$) | Entwicklung des BIP (PPP) absolut (in Mrd. US$) | Entwicklung des BIP (PPP) absolut (in Mrd. US$) | Entwicklung des BIP (PPP) je Einwohner (in Tsd. US$) | Entwicklung des BIP (PPP) je Einwohner (in Tsd. US$) | Entwicklung des BIP (PPP) je Einwohner (in Tsd. US$) | Entwicklung des BIP (PPP) je Einwohner (in Tsd. US$) | Entwicklung des BIP (PPP) je Einwohner (in Tsd. US$) | Entwicklung des BIP (PPP) je Einwohner (in Tsd. US$) |
| ----------------------------------------------- | ----------------------------------------------- | ----------------------------------------------- | ----------------------------------------------- | ----------------------------------------------- | ----------------------------------------------- | ---------------------------------------------------- | ---------------------------------------------------- | ---------------------------------------------------- | ---------------------------------------------------- | ---------------------------------------------------- | ---------------------------------------------------- |
| Jahr                                            | 2005                                            | 2010                                            | 2015                                            | 2016                                            | 2017                                            | Jahr                                                 | 2005                                                 | 2010                                                 | 2015                                                 | 2016                                                 | 2017                                                 |
| BIP in Mrd. US$                                 | 207,3                                           | 344,7                                           | 427,3                                           | 454,1                                           | 506,1                                           | BIP je Einw. (in Tsd. US$)                           | 11,689                                               | 17,027                                               | 21,566                                               | 23,050                                               | 25,840                                               |
| Quelle: Weltbank                                |                                                 |                                                 |                                                 |                                                 |                                                 |                                                      |                                                      |                                                      |                                                      |                                                      |                                                      |

## Wirtschaftsgeschichte

### Transformation
Zur Zeit der Rumänischen Revolution 1989 lag das Bruttoinlandsprodukt (BIP) bei etwas unter 5000 US-Dollar (PPP) pro Kopf. Die Privatisierung der Industrie begann 1992. Von mehr als 6300 Unternehmen in staatlichem Besitz wurden je 30 % der Aktien in fünf Investmentfonds übertragen, die den Bürgern zugeteilt wurden. Jeder Bürger erhielt 1992 für die fünf Fonds je einen Gutschein. Die restlichen 70 % der Aktien kamen in einen staatlichen Investmentfonds (FPS, Fondul Proprietății de Stat), der pro Jahr 10 % bis 15 % verkaufen sollte. Weitere Unternehmen und andere Besitztümer wurden direkt verkauft. Der Anteil der im industriellen Sektor beschäftigten Arbeitnehmer fiel von etwa 40 % 1990 bis 1999 auf etwa 25 %. 1995–1996 gab es eine weitere Privatisierungsrunde, bei der auch wieder die Bürger beteiligt wurden. Ende 2000 wandelte die Regierung von Adrian Năstase den staatlichen Fonds in die Behörde für Privatisierung und Verwaltung der Staatsanteile (APAPS) um. Nach diversen Umgestaltungen ist seit 2004 die Behörde für die Verwertung von Staatsvermögen (AVAS, Autoritatea pentru Valorificarea Activelor Statului) für weitere Privatisierungen zuständig.
2001 gelang der Verkauf des größten Stahlwerks Sidex Galati an die Mittal Steel Company. Im Juli 2004 kaufte der österreichische Energieversorger OMV die Aktienmehrheit an dem rumänischen Öl- und Erdgaskonzern PETROM und übernahm 60.000 Mitarbeiter. Ende 2005 erhielt die österreichische Erste Bank den Zuschlag für 61,88 % an der größten rumänischen Bank, der Banca Comercială Română (BCR). Der Kaufpreis lag bei 3,75 Mrd. Euro.

### Inflation und Währungsumstellung
In den 1990er Jahren litt Rumänien unter hoher Inflation, die 1993 ihren höchsten Wert mit 256,1 % pro Jahr erreichte. Im September 2003 lag der Wert des Euro bei über 40.000 Lei (ROL), so dass am 1. Juli 2005 eine Währungsumstellung erfolgte. Es wurden 10.000 Lei (ROL) in einen Leu (RON) umgewandelt. Der Kurs des Rumänischen Leu (Singular: Leu, Plural: Lei) betrug im Mai 2007 3,28 Lei für einen Euro (vor der Währungsumstellung 32.800 Lei/Euro). Es wurden neue Geldscheine und auch Münzen in Umlauf gebracht, die die gleichen Motive wie die entsprechenden alten Scheine haben. Seit dem 1. Januar 2007 haben nur noch die neuen Scheine und Münzen Gültigkeit.

### EU-Beitritt
Am 1. Februar 1993 schloss Rumänien mit der Europäischen Union und den Mitgliedstaaten einen Vertrag ab, um beispielsweise den Handel zu erleichtern und um den politischen Dialog aufzunehmen. Am 22. Juni 1995 beantragte Rumänien die EU-Mitgliedschaft und 14 politische Parteien unterzeichneten am 21. Juni 1995 in Rumänien die sogenannte Snagov-Erklärung, mit der sie ihre Unterstützung für eine EU-Mitgliedschaft Rumäniens erklärten.
Unter der Führung von Vasile Pușcaș verhandelte Rumänien von 2000 bis 2004 über die Bedingungen eines EU-Beitritts. Am 25. April 2005 wurde der Beitrittsvertrag unterzeichnet; am 1. Januar 2007 erfolgte der Beitritt Rumäniens zur Europäischen Union. Zu den Auflagen des EU-Beitritts gehört die Bekämpfung der Korruption in Rumänien.

### Wirtschaftsreformen und starkes Wirtschaftswachstum
Die rumänische Regierung unter Premierminister Călin Popescu-Tăriceanu führte am 29. Dezember 2004 einen einheitlichen Steuersatz von 16 % auf Einkommen und Unternehmensgewinne ein. Deswegen gilt Rumänien als eine der liberalsten Marktwirtschaften der Welt. Das BIP Rumäniens verdoppelte sich in den folgenden vier Jahren (2004–2007).
Die rumänische Agentur für Auslandsbeziehungen (ARIS) rechnete für 2006 mit 11,1 Mrd. Euro Investitionen in Rumänien. Auf Grund des einheitlichen Steuersatzes von 16 Prozent werde Rumänien ein noch attraktiveres Investitionsziel sein. Allein die bisher angekündigten Projekte werden in den kommenden zwei Jahren 9875 Mio. Euro bringen. Der höchste Anteil entfällt auf die Autoindustrie: Der französische Konzern Montupet will 2120 Mio. € investieren, das italienische Unternehmen Pirelli 510 Mio. Euro. Die deutsche Ruwel AG investiert 800 Mio. Euro in ein Werk für Leiterplatten für die Automobilindustrie in Cluj /Klausenburg. Das deutsche Unternehmen Weidmüller baut im Kreis Maramureș eine Fabrik für elektrische Komponenten. Die österreichischen Handelskette Billa hat Ende 2006 beschlossen, für je 5 Mio. Euro 25 weitere Filialen in Rumänien zu eröffnen. Das Rüstungsunternehmen Rheinmetall ist an einem Einstieg in zwei rumänischen Unternehmen interessiert.

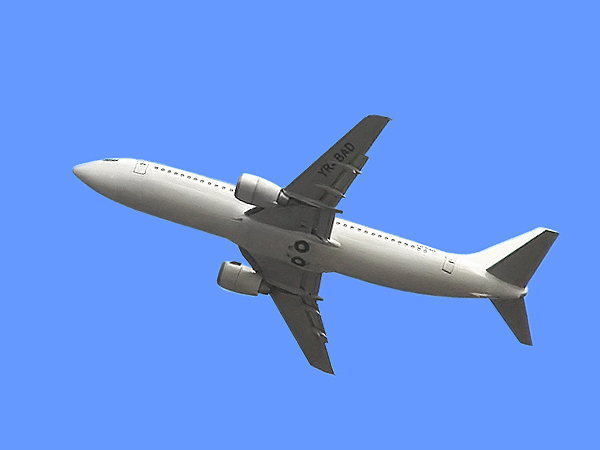
Rumänische Billigfluggesellschaft Blue Air

Trotz der nun positiven volkswirtschaftlichen Gesamtentwicklung (BIP-Wachstum seit 2001 durchschnittlich 6 %) bedarf die rumänische Wirtschaft weiterer Reformen. Das Wirtschaftswachstum erreichte im Jahr 2004 8,3 % und im Jahr 2005 8,1 %. Die Zuwächse stammen aus der Landwirtschaft, Industrie und Bauwesen. Eine weiterhin positive Entwicklung wird in den nächsten Jahren in der Bauwirtschaft erwartet. Ebenfalls sind die Bereiche des Verkehrs in Bahn-, Hafen- oder generelle Energieprojekte durch internationale Finanzinstitute und EU-Programme im Aufschwung. Auch sind Einzelbranchen wie Kommunikations- und Informationsindustrie im Wachstum. Versicherungswesen, Tourismus, Pharmazie, Lebensmittel und Großhandel, Maschinen und Kfz-Industrie desgleichen erleben einen wirtschaftlichen Anstieg.
Die Indikatoren lassen eine Fortsetzung des starken Wachstums über 2004 hinaus erwarten, doch manche Experten fürchten eine Überhitzung der Konjunktur. Der Dienstleistungssektor lag 2006 bei 55,8 Prozent des BIP, während der Industriesektor auf 44,9 Prozent im Jahr 2006 anwuchs. Der Landwirtschaftssektor machte 2002 11,7 Prozent des BIP aus. Dagegen waren 2004 mit 22,6 Prozent Rekordzuwächse im Landwirtschaftssektor zu verzeichnen.
Obwohl die Wirtschaft sich gut entwickelt und steigert, ist das Außenhandelsdefizit 2006 auf 9,07 Mrd. Euro angestiegen. Die Importe betrugen 53,09 Mrd. Euro – die Exporte betrugen 45,6 Mrd. Euro.
Ministerpräsident Popescu-Tăriceanu nannte in seiner Antrittsrede 2006 im Parlament als sein wirtschaftspolitisches Ziel die Übernahme des Euros bis zum Jahr 2012. Dafür wird angesichts des hohen Budgetdefizits eine konsequente Sparpolitik verfolgt werden müssen. Wirtschaftspolitische Themen spielten auch bei den Parlamentsdiskussionen eine große Rolle, wobei keine Partei damit warb, die Staatsfinanzen mit Steuererhöhungen sanieren zu wollen.
Lag die Erwerbslosenquote im Jahr 2000 noch bei 10,5 %, waren es im Dezember 2005 nur noch 5,9 %. Damit ist die Arbeitslosigkeit im europäischen Vergleich ziemlich niedrig, das Lohnniveau ist aber ebenfalls am unteren Ende der Bandbreite. Der Staat schreibt einen gesetzlichen Mindestlohn von 310 Euro vor. Der durchschnittliche Nettolohn betrug im April 2008 1846 RON, das entsprach etwa 780 Euro.
Im Immobiliensektor sind die Enteignungen, die sich zwischen 1945 und 1989 ereignet haben, lediglich teilweise wiedergutgemacht worden. Zu nennen ist in diesem Zusammenhang das Häuserrestitutionsgesetz Nr. 10 vom 8. Februar 2001.

### Wirtschaftskrise und Erholung
Etwa ab Mitte 2008 sprang eine Finanz- und Bankenkrise – sie hatte 2007 in den USA begonnen – in vielen Ländern auf die Realwirtschaft über. Der Konkurs von Lehman Brothers im September 2008 machte die Krise weltweit öffentlich bewusst.
Rumänien erhielt 2009 von der Europäischen Union (siehe EG-Verordnung 332/2002), dem Internationalen Währungsfonds und in kleinerem Umfang der Weltbank und der Europäischen Bank für Wiederaufbau und Entwicklung einen mehrjährig laufenden Kredit über 20 Milliarden Euro; im Gegenzug sollte eine Reihe von wirtschaftspolitischen Maßnahmen in der Abgeordnetenkammer und im Senat verabschiedet werden. So wurde beispielsweise die Umsatzsteuer von 19 % auf 24 % angehoben und die Einkommen der vom Staat bezahlten Arbeitnehmer um 25 % gekürzt. Die Überweisungen der meist in Spanien und in Italien lebenden insgesamt etwa 2 Millionen Auslands-Rumänen gingen 2009 wegen der Wirtschaftskrise in Europa stark zurück; 2008 betrugen sie fast sechs Milliarden Euro oder etwa 3,5 Prozent des BIP Rumäniens. Im Krisenjahr 2009 schrumpfte das rumänische BIP um 6,6 %; 2010 schrumpfte es ebenfalls.
2013 wuchs rumänische Wirtschaft laut ersten Schätzung des Nationalen Statistikamts um 3,5 %. Im 1. Halbjahr 2014 rutschte Rumänien laut Eurostat-Daten in eine technische Rezession; im dritten Trimester 2014 erzielte es saisonbereinigt die höchsten Wachstumszahlen (1,9 %) in der EU (Europäischen Union).
2017 wuchs Rumäniens Wirtschaft mit 6,9 % und war damit eine der am schnellsten wachsende Volkswirtschaften weltweit.